# Cynoglossus nigropinnatus
Cynoglossus nigropinnatus (Ochiai, 1963) es una especie de pez de la familia Cynoglossidae en el orden de los Pleuronectiformes.

## Distribución geográfica
Se encuentran en las  costas del noroeste del Pacífico.